# Club Atlético River Plate 1948
Questa voce raccoglie le informazioni riguardanti il Club Atlético River Plate nelle competizioni ufficiali della stagione 1948.

## Stagione
Secondo posto in campionato dopo la vittoria dell'anno precedente: ultime battute della Máquina, che negli anni seguenti si sfalderà progressivamente.

## Maglie e sponsor
| Casa | Trasferta |

## Rosa

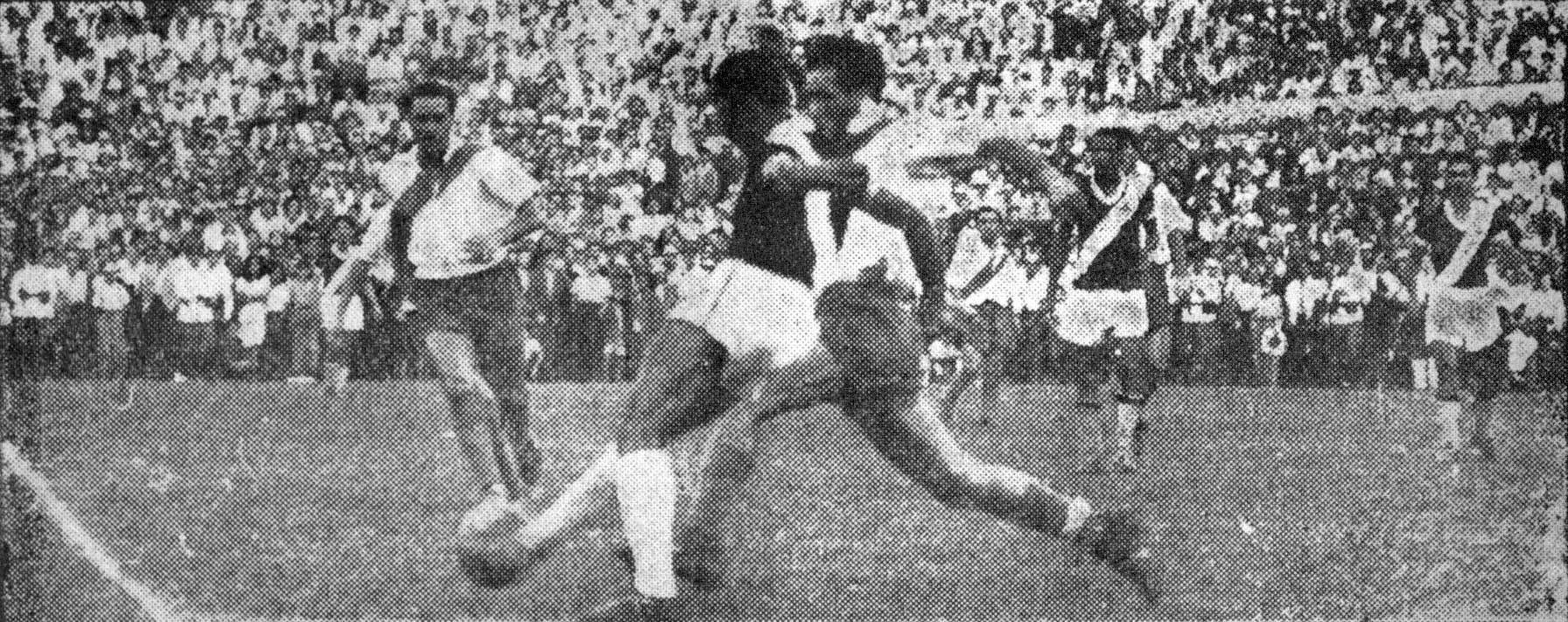
Una fase dell'incontro tra Vasco da Gama e River, valevole per la Coppa dei Campioni del Sudamerica

| N. |                      | Ruolo | Calciatore                |
| -- | -------------------- | ----- | ------------------------- |
|    | Argentina (bandiera) | P     | Amadeo Carrizo            |
|    | Argentina (bandiera) | P     | Héctor Grisetti           |
|    | Argentina (bandiera) | P     | Mario Mussi               |
|    | Argentina (bandiera) | P     | Héctor Pacheco            |
|    | Argentina (bandiera) | D     | Alfredo Benseñor          |
|    | Argentina (bandiera) | D     | Héctor Ferrari            |
|    | Argentina (bandiera) | D     | Roberto Iglesias          |
|    | Argentina (bandiera) | D     | Santiago Kelly            |
|    | Argentina (bandiera) | D     | Jerónimo Parra            |
|    | Argentina (bandiera) | D     | Eduardo Enrique Rodríguez |
|    | Argentina (bandiera) | D     | Norberto Yácono           |
|    | Argentina (bandiera) | D     | Ricardo Vaghi             |
|    | Argentina (bandiera) | C     | José Curti                |
|    | Argentina (bandiera) | C     | Guillermo Fain            |
|    | Argentina (bandiera) | C     | Dionísio Marín            |
|    | Argentina (bandiera) | C     | Osvaldo Méndez            |
|    | Argentina (bandiera) | C     | José Ramos                |
|    | Argentina (bandiera) | C     | Hugo Reyes                |
|    | Argentina (bandiera) | C     | Néstor Rossi              |
|    | Argentina (bandiera) | C     | Omar Rossi                |

| N. |                      | Ruolo | Calciatore         |
| -- | -------------------- | ----- | ------------------ |
|    | Argentina (bandiera) | C     | Felipe Stemberg    |
|    | Argentina (bandiera) | C     | Higinio Vázquez    |
|    | Argentina (bandiera) | A     | Luis Accardi       |
|    | Argentina (bandiera) | A     | Hipólito Cardozo   |
|    | Argentina (bandiera) | A     | Alfredo di Stéfano |
|    | Argentina (bandiera) | A     | Rubí Cerioni       |
|    | Argentina (bandiera) | A     | Óscar Coll         |
|    | Argentina (bandiera) | A     | Roberto Coll       |
|    | Argentina (bandiera) | A     | Emilio Fizel       |
|    | Argentina (bandiera) | A     | Ángel Labruna      |
|    | Argentina (bandiera) | A     | Rubén Latanzio     |
|    | Argentina (bandiera) | A     | Félix Loustau      |
|    | Argentina (bandiera) | A     | Joaquín Martínez   |
|    | Argentina (bandiera) | A     | José Manuel Moreno |
|    | Argentina (bandiera) | A     | Juan Carlos Muñoz  |
|    | Argentina (bandiera) | A     | Rubén Otero        |
|    | Argentina (bandiera) | A     | Eliseo Prado       |
|    | Argentina (bandiera) | A     | Mario Sabbatella   |
|    | Argentina (bandiera) | A     | Carlos Turcazo     |

## Statistiche

### Statistiche di squadra
| Competizione | Punti | Totale | Totale | Totale | Totale | Totale | Totale | DR  |
| Competizione | Punti | G      | V      | N      | P      | Gf     | Gs     | DR  |
| ------------ | ----- | ------ | ------ | ------ | ------ | ------ | ------ | --- |
| PD           | 37    | 30     | 12     | 13     | 5      | 59     | 48     | +11 |
| Totale       | -     |        |        |        |        |        |        | -   |